# Warłaam (Iljuszczenko)
Warłaam, imię świeckie Aleksiej Timofiejewicz Iljuszczenko (ur. 13 maja 1929 w Prusskiej, zm. 17 września 1990) – rosyjski biskup prawosławny.

## Życiorys
Urodził się w rodzinie chłopskiej. W 1943, po ukończeniu szkoły średniej, rozpoczął pracę zawodową; po II wojnie światowej był robotnikiem w Doniecku, gdzie uczestniczył w odbudowie miejscowego kombinatu metalurgicznego po zniszczeniach wojennych. W 1949 wstąpił do seminarium duchownego w Kijowie, które ukończył w 1953. Został wówczas zatrudniony w kancelarii egzarchy Ukrainy. 19 sierpnia 1954 metropolita kijowski Jan wyświęcił go na diakona, zaś 21 września – na kapłana. Ks. Iliuszczenko służył w różnych cerkwiach Kijowa i obwodu kijowskiego. W 1968 otrzymał godność protoprezbitera i proboszcza parafii Wniebowstąpienia Pańskiego w Kijowie. W 1969 został dziekanem dekanatu kijowskiego. 5 czerwca 1970 metropolita kijowski Filaret przyjął od niego wieczyste śluby mnisze, nadając mu imię Warłaam. Tydzień później otrzymał godność archimandryty i rozpoczął studia w moskiewskim seminarium duchownym, w trybie zaocznym. W lutym 1972 został proboszczem parafii przy soborze św. Włodzimierza w Kijowie.
11 października 1972 otrzymał nominację na biskupa perejasławsko-chmielnickiego, wikariusza eparchii kijowskiej. Jego chirotonia odbyła się 22 października tego samego roku z udziałem konsekratorów: metropolity kijowskiego i halickiego Filareta, arcybiskupów: żytomierskiego i owruckiego Palladiusza, iwano-frankowskiego i kołomyjskiego Józefa, biskupów połtawskiego i krzemieńczuckiego Teodozjusza i czerniowieckiego i bukowińskiego Sawy. 18 marca 1977 objął katedrę czerniowiecką i bukowińską. W 1986 został przeniesiony do eparchii wołyńskiej, zaś w 1987 podniesiony do godności arcybiskupiej. W lutym 1990 przeniesiony na katedrę symferopolską i krymską, którą kierował do lipca tego samego roku, gdy objął katedrę dniepropetrowską i zaporoską. We wrześniu 1990 zmarł.